# 翠綠晶石
翠綠晶石，是日本純種競賽馬匹。生涯活躍於泥地賽事，曾於2013年勝出日本泥地打吡，其後於2015至2017年三連霸大尾光紀念，亦於2016勝出韓國盃。

## 出賽前
2010年2月2日出生於北海道安平町北部牧場，成長途中被一口馬主俱樂部Carrot Farm Co. Ltd.進行馬主募集。
其後交由栗東訓練中心練馬師音無秀孝訓練。

## 競賽生涯

### 2歲
2012年7月7日出戰中京競馬場2歲新馬戰，比賽初段選擇留後下於直路不斷加速，但最終仍然未能超越Up to Date，以1/2馬位差距落敗。
其後於9月出戰2歲未勝利戰，初段保持於後方下於對面直路開始加速，通過最後彎道時處於第三的位置。進入直路後，其繼續保持速度進行衝刺，最終維持優勢下以5馬位大勝對手取得首勝。
其後主要挑戰條件戰，雖然保持穩定的水準，但一直未能奪得冠軍，於懸鈴木賞、全緣冬青賞及樅木賞中獲得三連亞的戰績。

### 3歲
2013年首戰為條件戰黑竹賞，比賽途中以居中姿態進入直路，但一直未能壓制一同衝出的對手，最終以1/2馬位差距憾負。
其後繼續保持優秀的表現，休養3個月後在3歲500萬獎金以下條件戰及公開賽昇龍錦標中均奪魁而回。
7月10日出戰日本泥地打吡，賽前其壓贏A Shin Gold及Best Warrior取得第一人氣。比賽開始後，其選擇於約莫第五的位置展開推進，並於比賽途中越走越順，通過第四彎道時候經已突破馬群取得領先。進入直路後，其憑藉目前望空的優勢，不斷於內欄位置以最短路程加速突進，最終跑出全場最快末腳下進一步拋離對手，以7馬位優勢奪得首個一級賽冠軍，亦達成此賽事的首次父子制霸。
然而入秋後其未能保持春季的表現，出戰日本育馬場盃經典賽僅跑獲第五，12月挑戰日本盃泥地大賽更以第十五大敗。

### 4歲
2014年年上半年仍然維持低潮的狀態，於首戰三月錦標延續大敗的戰績，其後出戰天蠍錦標、傑出錦標及大沼錦標亦未能奪得滿意的戰績。
7月21日前往盛岡競馬場出戰水星盃，初段選擇先行戰術下保持於第二的位置，進入對面直路後更取代失速的領放馬Community成為領先者。進入直路後，其嘗試於內欄位置保持優勢，但最終仍然被位置稍後的Nice Meet You超越落敗得第二。
其後以日本電視盃作為目標，一直保持於第二的位置下於直路順勢衝出，不斷加速之下逐步拉開和後方對手的距離，最終以7馬位優勢大勝第二名的Danon Come On取得時隔1年2個月的勝利。
11月乘勢出戰日本育馬場盃經典賽，並於賽前獲得第一人氣。比賽開始後，其選擇於第三、四左右的位置展開推進，並於對面直路稍為放慢速度墮後至第五的位置。進入直路後，其重新由所在位置進行加速，雖然跑出不俗的末腳速度，但仍然未能縮窄和前方領放馬小林歷奇的距離，最終被對手拉開3馬位落敗。
然而其後狀態再度下滑，出戰日本冠軍盃及東京大賞典分別以第十四及第八大敗。

### 5歲
2015年年初其以大尾光紀念作為年度首戰，比賽初段選擇先行下於對面直路一早經已取得領先，其後繼續保持優勢下亦能堅守位置，最終以2 1/2馬位優勢獲勝。
5月5日縮程出自柏市紀念，雖然於直路上一路快步縮窄和前方賽駒的距離，但仍然無法扭轉初段選擇留後的劣勢，最終敗於奇銳駿、Best Warrior及歡喜跑以第四完賽。
6月24日出戰帝王賞，出閘後再度以優秀的反應搶佔位置保持於第二，雖然進入直路後成功取得領先，但最終被北港火山超越下獲得第二。
入秋後以日本電視盃作為起動戰並尋求連霸，可惜於直路無法最大程度加速之下被後上的聽來真超越，最終以3馬位差距落敗。
11月3日出戰日本育馬場盃經典賽，本次比賽其一直留守於第二、三的位置下嘗試於直路加速衝出，但無法追上小林歷奇及北港火山下再被聽來真超越，最終再度獲得第四。

### 6歲
2016年繼續以大尾光紀念作為首戰，採用領放戰術下輕鬆控制賽事的步速，最終一放到底之下更爆發出末腳速度，以1 1/2馬位戰勝栗子星成功衞冕。
其後於天蠍錦標及平安錦標保持穩定的表現分別以第四及第三完賽，但於帝王賞中稍為失準僅跑獲第八。
進入9月，陣營安排其遠征韓國出戰本年度新設的韓國一級賽韓國盃。比賽途中其展現自身的實力，最終成功拋離一眾對手率先衝線，成為此賽事的初代盟主。
回過後其出戰日本育馬場盃經典賽卻以第十一大敗，其後出戰浦和紀念稍為回勇以第二完賽。

### 7歲
2017年第三度以大尾光紀念作為首戰，一直保持於第二位置下於第三彎道開始發力，於第四彎道成功重挫廳取得連勝。進入直路後，其繼續保持衝刺姿態，最終阻止後方對手的攻勢下成功奪冠，亦為首匹三連霸此賽事的賽駒。
其後其接連出戰平安錦標、帝王賞及韓國盃等賽事，最終再度以三連亞的戰績作結。
然而完成韓國盃回國後，其被檢查出左前腳籽骨韌帶受傷，因而進入長期休養。

### 8歲
2018年11月，歷經1年2個月的休養，翠綠晶石於日本育馬場盃經典賽復出，但未擺脱久休的狀態下以第五大敗。
其後出戰浦和紀念雖然獲得第三，但於年末的東京大賞典再度失準，最終以第十一落敗。
完成東京大賞典後，陣營決定安排其退役，並於2019年1月10日取消日本中央競馬會的賽駒註冊。

### 詳細賽績
| 日期       | 舉辦國家 | 馬場 | 距離   | 級別   | 賽事名稱           | 負重 | 騎師       | 馬號 | 出馬 | 名次 | 時間   | 頭馬（二馬）      |
| ---------- | -------- | ---- | ------ | ------ | ------------------ | ---- | ---------- | ---- | ---- | ---- | ------ | ----------------- |
| 7/7/2012   | 日本     | 中京 | 泥1400 |        | 2歲新馬            | 54   | 北村友一   | 5    | 12   | 2    | 1:25.1 | Up to Date        |
| 15/9/2012  | 日本     | 阪神 | 泥1800 |        | 2歲未勝利          | 54   | 北村友一   | 11   | 15   | 1    | 1:56.1 | （Iskandar）      |
| 13/10/2012 | 日本     | 東京 | 泥1600 |        | 懸鈴木賞           | 55   | 松岡正海   | 16   | 16   | 2    | 1:38.9 | Verdejo           |
| 17/11/2012 | 日本     | 京都 | 泥1800 |        | 全緣冬青賞         | 55   | 蘇銘倫     | 10   | 14   | 2    | 1:52.1 | Dokofukukaze      |
| 23/12/2012 | 日本     | 阪神 | 泥1800 |        | 樅木賞             | 55   | 北村友一   | 11   | 14   | 2    | 1:52.7 | Lord Clavius      |
| 13/1/2013  | 日本     | 中山 | 泥1800 |        | 黑竹賞             | 56   | 松岡正海   | 3    | 16   | 2    | 1:56.0 | Solor             |
| 6/4/2013   | 日本     | 阪神 | 泥1800 |        | 3歲500萬獎金以下   | 56   | 薛達祺     | 3    | 11   | 1    | 1:51.2 | （Koei Earth）    |
| 19/5/2013  | 日本     | 京都 | 泥1800 | OP     | 昇龍錦標           | 56   | 北村友一   | 2    | 16   | 1    | 1:51.6 | （A Shin Gold）   |
| 10/7/2013  | 日本     | 大井 | 泥2000 | JpnI   | 日本泥地打吡       | 56   | 内田博幸   | 5    | 16   | 1    | 2:04.8 | （A Shin Gold）   |
| 4/11/2013  | 日本     | 金澤 | 泥2100 | JpnI   | 日本育馬場盃經典賽 | 55   | 内田博幸   | 11   | 12   | 5    | 2:15.7 | 北港火山          |
| 1/12/2013  | 日本     | 阪神 | 泥1800 | GI     | 日本盃泥地大賽     | 55   | 内田博幸   | 5    | 16   | 15   | 1:52.1 | 巴比倫王          |
| 30/3/2014  | 日本     | 中山 | 泥1800 | GIII   | 三月錦標           | 57   | 薛達祺     | 13   | 16   | 14   | 1:54.7 | Solor             |
| 19/4/2014  | 日本     | 阪神 | 泥1800 | GIII   | 天蠍錦標           | 59   | 薛達祺     | 6    | 16   | 7    | 1:52.1 | 奈村勝將          |
| 11/5/2014  | 日本     | 東京 | 泥2100 | OP     | 傑出錦標           | 57   | 韋紀力     | 4    | 14   | 4    | 2:11.9 | Vogue Tornado     |
| 20/6/2014  | 日本     | 函館 | 泥1700 | OP     | 大沼錦標           | 56   | 三浦皇成   | 9    | 13   | 11   | 1:45.6 | Royal Crest       |
| 21/7/2014  | 日本     | 盛岡 | 泥2000 | JpnIII | 水星盃             | 59   | 内田博幸   | 11   | 13   | 2    | 2:02.0 | Nice Meet You     |
| 23/9/2014  | 日本     | 船橋 | 泥1800 | JpnII  | 日本電視盃         | 57   | 戶崎圭太   | 8    | 10   | 1    | 1:50.1 | （Danon Come On） |
| 3/11/2014  | 日本     | 盛岡 | 泥2000 | JpnI   | 日本育馬場盃經典賽 | 57   | 李慕華     | 6    | 16   | 2    | 2:01.3 | 小林歷奇          |
| 7/12/2014  | 日本     | 中京 | 泥1800 | GI     | 日本冠軍盃         | 57   | 布宜學     | 3    | 16   | 14   | 1:52.9 | 北港火山          |
| 29/12/2014 | 日本     | 大井 | 泥2000 | GI     | 東京大賞典         | 57   | 戶崎圭太   | 2    | 16   | 8    | 2:05.2 | 北港火山          |
| 11/3/2015  | 日本     | 船橋 | 泥2400 | JpnII  | 大尾光紀念         | 56   | 武豐       | 4    | 12   | 1    | 2:33.6 | （Toshin Eagle）  |
| 5/5/2015   | 日本     | 船橋 | 泥1600 | JpnI   | 柏市紀念           | 57   | 武豐       | 5    | 10   | 4    | 1:38.8 | 奇銳駿            |
| 24/6/2015  | 日本     | 大井 | 泥2000 | JpnI   | 帝王賞             | 57   | 武豐       | 5    | 12   | 2    | 2:02.9 | 北港火山          |
| 7/10/2015  | 日本     | 船橋 | 泥1800 | JpnII  | 日本電視盃         | 57   | 川田將雅   | 6    | 12   | 2    | 1:50.8 | 聽來真            |
| 3/11/2015  | 日本     | 大井 | 泥2000 | JpnI   | 日本育馬場盃經典賽 | 57   | 川田將雅   | 1    | 16   | 4    | 2:05.2 | 小林歷奇          |
| 9/3/2016   | 日本     | 船橋 | 泥2400 | JpnII  | 大尾光紀念         | 56   | 武豐       | 3    | 12   | 1    | 2:36.4 | （栗子星）        |
| 164/2016   | 日本     | 阪神 | 泥1800 | GIII   | 天蠍錦標           | 58   | 川田將雅   | 1    | 16   | 4    | 1:50.5 | 得獎者            |
| 21/6/2016  | 日本     | 京都 | 泥1900 | GIII   | 平安錦標           | 58   | 川田將雅   | 6    | 15   | 3    | 1:57.0 | Asukano Roman     |
| 29/6/2016  | 日本     | 大井 | 泥2000 | JpnI   | 帝王賞             | 57   | 川田將雅   | 12   | 12   | 8    | 2:08.2 | 小林歷奇          |
| 11/9/2016  | 南韓     | 首爾 | 泥1800 | KORGI  | 韓國盃             | 57   | 藤井勘一郎 | 3    | 16   | 1    | 1:52.3 | （栗子星）        |
| 3/11/2016  | 日本     | 川崎 | 泥2100 | JpnI   | 日本育馬場盃經典賽 | 57   | 藤井勘一郎 | 11   | 14   | 11   | 2:19.4 | 得獎者            |
| 22/11/2016 | 日本     | 浦和 | 泥2000 | JpnII  | 浦和紀念           | 58   | 藤井勘一郎 | 9    | 11   | 2    | 2:07.7 | 渾身勇氣          |
| 15/3/2017  | 日本     | 船橋 | 泥2400 | JpnII  | 大尾光紀念         | 56   | 武豐       | 3    | 14   | 1    | 2:37.8 | （Eurobeat）      |
| 20/5/2017  | 日本     | 京都 | 泥1900 | GIII   | 平安錦標           | 58   | 武豐       | 4    | 16   | 2    | 1:56.4 | Great Pearl       |
| 28/6/2017  | 日本     | 大井 | 泥2000 | JpnI   | 帝王賞             | 57   | 戶崎圭太   | 10   | 16   | 2    | 2:04.7 | 渾身勇氣          |
| 10/9/2017  | 日本     | 首爾 | 泥1800 | KORGI  | 韓國盃             | 57   | 武豐       | 10   | 11   | 2    | 1:51.4 | 霧都              |
| 4/11/2018  | 日本     | 京都 | 泥1900 | JpnI   | 日本育馬場盃經典賽 | 57   | 武豐       | 16   | 16   | 15   | 1:59.3 | 渾身勇氣          |
| 23/11/2018 | 日本     | 浦和 | 泥2000 | JpnII  | 浦和紀念           | 58   | 武豐       | 11   | 11   | 3    | 2:06.5 | All Blush         |
| 29/12/2018 | 日本     | 大井 | 泥2000 | GI     | 東京大賞典         | 57   | 戶崎圭太   | 11   | 16   | 11   | 2:09.3 | Omega Perfume     |

## 退役後
退役後，翠綠晶石成為了配種馬，被輸出至韓國京畿道利川市芝山牧場休養，在2019年進行配種，首批子嗣於2020年出生。首批子嗣可於2022年出賽。

## 血統簡介
父系黃金魅力爲日本賽駒，生涯活躍於泥地賽事，曾獲得二月錦標冠軍，爲2002年最佳泥地馬。祖父週日寧靜爲美國三冠賽雙冠馬，退役後在日本配種，其子嗣贏得巨額獎金，連續12年成為日本冠軍種馬。
母系Chrysoprase爲日本賽駒，生涯戰績不佳僅勝出三場賽事。外祖父爲美國生產的日本賽駒神鷹，於日本及法國有優異戰績，包括勝出日本盃和聖格盧大賽，以及於凱旋門大賽獲得第二，其後更當選爲日本中央競馬會第30匹殿堂馬，亦被譽爲98黃金世代之一。

### 血統表
| 父線：週日寧靜系（Halo系）                 |                               |                 |                 |
| 種馬 黃金魅力 1999年（栗色）               | 週日寧靜 1986年（棕色）       | Halo            | Hail to Reason  |
| 種馬 黃金魅力 1999年（栗色）               | 週日寧靜 1986年（棕色）       | Halo            | Cosmah          |
| 種馬 黃金魅力 1999年（栗色）               | 週日寧靜 1986年（棕色）       | Wishing Well    | Understanding   |
| 種馬 黃金魅力 1999年（栗色）               | 週日寧靜 1986年（棕色）       | Wishing Well    | Mountain Flower |
| 種馬 黃金魅力 1999年（栗色）               | Nikiya 1993年（棗色）         | 雷利耶夫        | 北地舞人        |
| 種馬 黃金魅力 1999年（栗色）               | Nikiya 1993年（棗色）         | 雷利耶夫        | Special         |
| 種馬 黃金魅力 1999年（栗色）               | Nikiya 1993年（棗色）         | Reluctant Guest | Hostage         |
| 種馬 黃金魅力 1999年（栗色）               | Nikiya 1993年（棗色）         | Reluctant Guest | Vaguely Royal   |
| 繁殖雌馬 Chrysoprase 2002年（深棗色）      | 神鷹 1995年（深棗色）         | 金滿寶          | 淘金者          |
| 繁殖雌馬 Chrysoprase 2002年（深棗色）      | 神鷹 1995年（深棗色）         | 金滿寶          | Miesque         |
| 繁殖雌馬 Chrysoprase 2002年（深棗色）      | 神鷹 1995年（深棗色）         | Saddler's Gal   | 鞍匠井          |
| 繁殖雌馬 Chrysoprase 2002年（深棗色）      | 神鷹 1995年（深棗色）         | Saddler's Gal   | Glenveagh       |
| 繁殖雌馬 Chrysoprase 2002年（深棗色）      | Catherine Parr 1987年（棕色） | 河人            | Never Bend      |
| 繁殖雌馬 Chrysoprase 2002年（深棗色）      | Catherine Parr 1987年（棕色） | 河人            | River Lady      |
| 繁殖雌馬 Chrysoprase 2002年（深棗色）      | Catherine Parr 1987年（棕色） | Regel Exception | 里博            |
| 繁殖雌馬 Chrysoprase 2002年（深棗色）      | Catherine Parr 1987年（棕色） | Regel Exception | Rajput Princess |
| 雌系：號族：16-a                           |                               |                 |                 |
| 五代內近親交配：雷利耶夫 3×5、北地舞人 4×5 |                               |                 |                 |

## 命名由來
名字Chrysolite（クリソライト）為貴橄欖石，聯想自母系Chrysoprase（此名字意思为綠玉髓）之名字，香港則以此石的顏色，以「翠綠晶石」作為翻譯。

## 外部連結
- 翠綠晶石 netkeiba.com （页面存档备份，存于）
- 血統表 （页面存档备份，存于）